# Rondeletia loretensis
Rondeletia loretensis är en måreväxtart som beskrevs av Paul Carpenter Standley. Rondeletia loretensis ingår i släktet Rondeletia och familjen måreväxter. Inga underarter finns listade i Catalogue of Life.